# Eois insolens
Eois insolens är en fjärilsart som beskrevs av W. Warren 1905. Eois insolens ingår i släktet Eois och familjen mätare. Inga underarter finns listade i Catalogue of Life.